# Vyšné Repaše
Vyšne Repaše – słowacka wieś i gmina (obec) w powiecie Lewocza w kraju preszowskim.
Pierwsze wzmianki o wsi pochodzą z 1323 roku.
Centrum wsi leży na wysokości 802 m n.p.m. Gmina zajmuje powierzchnię 9,958 km². W 2016 roku zamieszkiwało ją 98 osób.